# Lotoria grandimaculata
Lotoria grandimaculata, tên tiếng Anh: large spotted triton, là một loài ốc biển săn mồi, là động vật thân mềm chân bụng sống ở biển trong họ Ranellidae, họ ốc tù và.

## Miêu tả

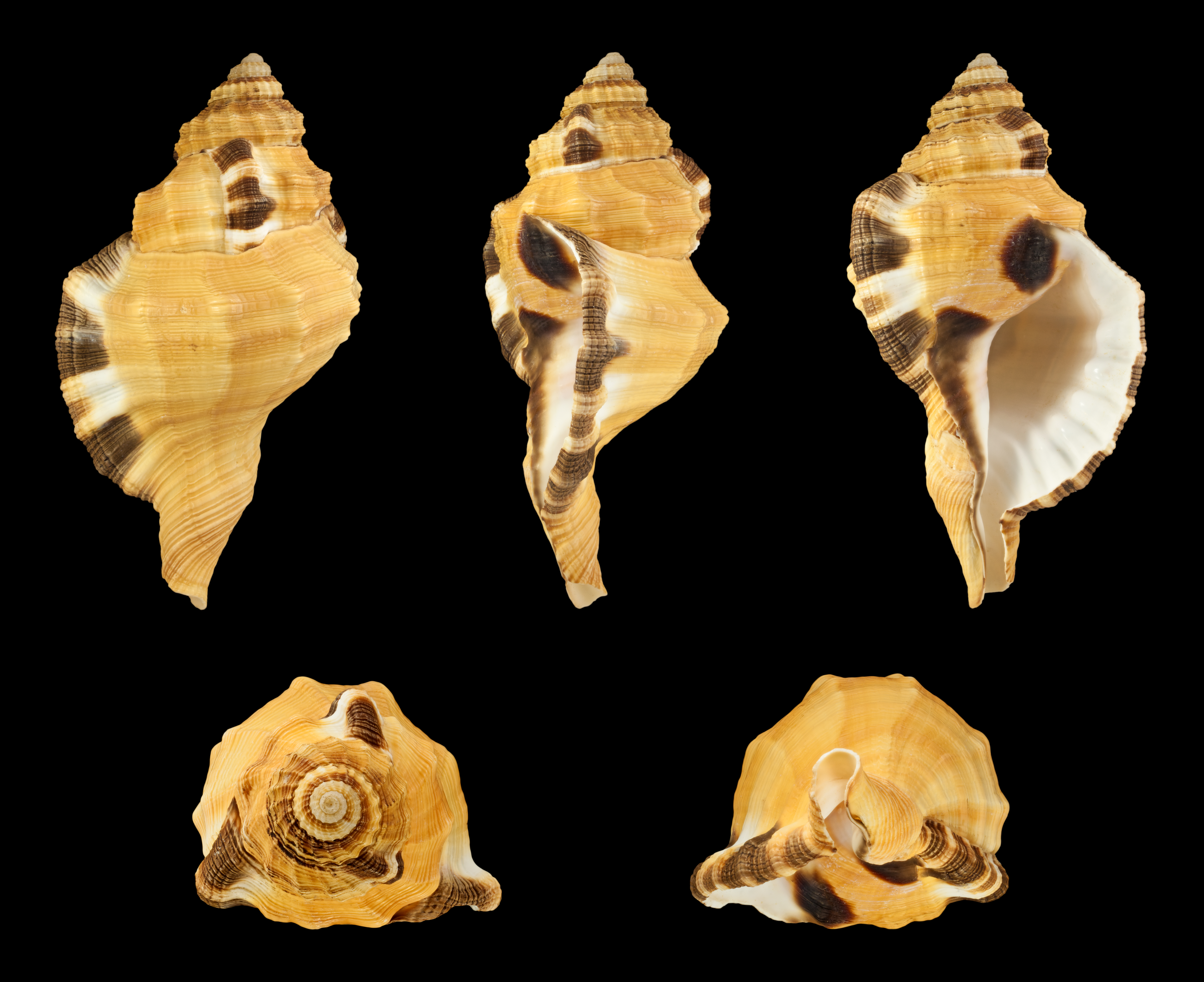

Loài này có kích thước giữa 50 mm and 132 mm

## Phân bố
Chúng phân bố ở Biển Đỏ và ở Ấn Độ Dương along East Africa and also dọc theo Philippines